# GRANOLA
『GRANOLA』（グラノーラ）は、矢野顕子のアルバム。1987年11月21日発売。発売元はミディ。

## 概要
育児休暇に入るための「矢野顕子解散宣言」直前に発表されたアルバム。坂本龍一が共同プロデュースを務める。ライブアルバム『グッド・イーブニング・トウキョウ』は、「グラノーラ・ツアー1987」の実況録音であり、本アルバムとは姉妹関係にある(1, 6, 7, 11が重なる)。

## 収録曲
1. わたしたち（作詞・作曲：矢野顕子）
2. 風をあつめて（作詞：松本隆　作曲：細野晴臣）
  - はっぴいえんどの曲のカバー。原曲は『風街ろまん』収録。
  - DVD『LIVE ピヤノアキコ。』に、ピアノ弾き語りによるライブテイクが収録。
3. やがて一人（作詞：藤富保男　作曲：矢野顕子）
  - 前作の「一分間」に次ぐ、藤富の詩を用いた作品。ジャズ的な「一分間」に比べて、ロック色が濃い。
  - CDのみ収録。シングル「愛がたりない」のB面曲。
4. Un Jour（作詞：佐野元春　作曲：矢野顕子）
5. 無風状態（作詞・作曲：細野晴臣）
  - はっぴいえんどの曲のカバー。原曲は『HAPPY END』収録。
6. 花のように（作詞・作曲：矢野顕子）
  - CDのみ収録。1987年のシングル曲。
  - 杉浦幸に楽曲提供され、グリコ協同乳業のコマーシャルソングとして用いられた曲の、セルフカバー。
  - ライブアルバム『出前コンサート』に、ライブテイクが収録。
7. ふりむけばカエル（作詞：糸井重里　作曲：矢野顕子）
  - LPレコードではここからがB面。
  - 1987年4月NHK『みんなのうた』にて放映[1]。
  - ライブアルバム『出前コンサート』に収録。
  - のちに、おかあさんといっしょでも放送され、茂森あゆみがカバーした。
8. Levee Break（作詞：矢野顕子　作曲：矢野顕子、窪田晴男）
9. Röslein auf der Heiden（作詞：近藤朔風　作曲：Heinrich Werner）
  - ピアノ弾き語りによる、ジャズ色の濃い編曲による演奏。
10. 自転車でおいで（作詞：糸井重里　作曲：矢野顕子）
  - 佐野元春がデュエットで参加。
  - のちに、槇原敬之と共にセルフカバーをしている。（『はじめてのやのあきこ』収録）
11. おおきいあい（作詞：矢野顕子　作曲：窪田晴男、矢野顕子）
  - のちに、レイ・ハラカミと共にセルフカバーを行っている。（『yanokami』収録。yanokami名義）